# Wyższe Seminarium Duchowne Archidiecezji Krakowskiej

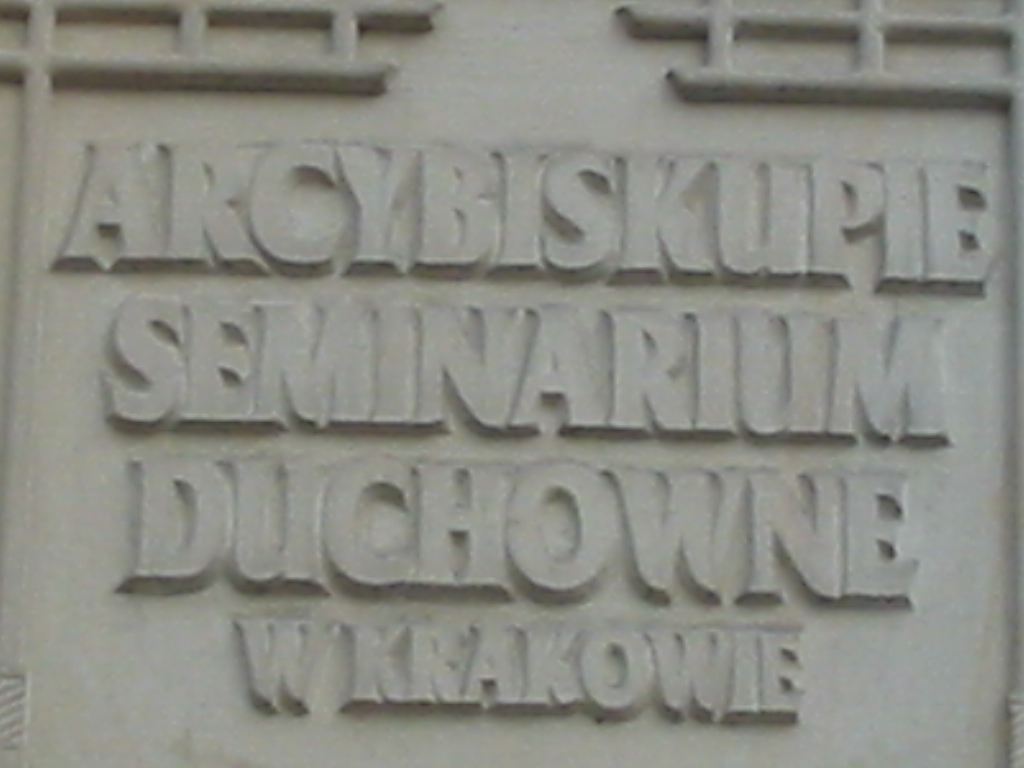
Tablica przy wejściu do gmachu seminarium

Wyższe Seminarium Duchowne Archidiecezji Krakowskiej (inaczej nazywane: Metropolitalne Seminarium Duchowne w Krakowie, Arcybiskupie Seminarium Duchowne w Krakowie) – seminarium duchowne w Krakowie przygotowujące do stanu duchownego kleryków dwóch diecezji: archidiecezji krakowskiej i diecezji bielsko-żywieckiej. Klerycy tego seminarium odbywają studia na Uniwersytecie Papieskim Jana Pawła II w Krakowie.
Jednym z alumnów seminarium był Karol Wojtyła.

## Historia
W 1601 na synodzie diecezjalnym wydano dekret o powstaniu seminarium. Z kolei 20 grudnia 1602 kard. Bernard Maciejowski podejmuje decyzję o erygowaniu seminarium. Początkowo alumni mieszkali na Wawelu, ale z czasem wyodrębniły się trzy seminaria: prowadzone przez księży misjonarzy, akademickie i zamkowe. Jednak 28 września 1901 powstało nowe seminarium diecezjalne przy ul. Podzamcze. Zostało powołane przez biskupa krakowskiego kardynała Jana Duklana Puzynę, którego staraniem wzniesiono w latach 1899–1902 neogotycki gmach według projektu Gabriela Niewiadomskiego. Zarząd nowego seminarium stanowili księża diecezjalni. W latach I i II wojny światowej budynek był w rękach okupanta. Lata powojenne pozwoliły na modernizacje obiektu. W roku 1954 diecezja oddała na użytkowanie seminarium budynek przy ul. Piłsudskiego 4 (wówczas Manifestu Lipcowego 4). W kolejnych latach dokonano wielu remontów i modernizacji tak, aby 17 listopada 2001 uroczyście świętować 400-lecie seminarium, które służy wielu pokoleniom kapłanów.
13 sierpnia 1991 seminarium odwiedził papież Jan Paweł II.
Od  2021 kandydaci przygotowujący się do kapłaństwa z archidiecezji krakowskiej i diecezji bielsko-żywieckiej, nie rozpoczynają od razu studiów, ale przeżywają tak zwany okres propedeutyczny, który przeznaczony jest na czytanie Pisma Świętego, osobistą modlitwę, pracę i rozeznawanie powołania. Trwa on jeden rok. Od października 2024 najmłodsi kandydaci do kapłaństwa mieszkają przez pierwszy miesiąc w Zakrzowie na terenie ośrodka wczasowo-rekolekcyjnego prowadzonego przez Caritas, po czym przenoszą się do krakowskiej siedziby seminarium na Podzamczu. Jego wprowadzenie spowodowało wydłużenie formacji do kapłaństwa w dwóch diecezjach z sześciu do siedmiu lat.

## Obiekty
Seminarium składa się z jednego budynku:
- budynek przy ul. Podzamcze 8, niedaleko Wawelu, zamieszkują klerycy. Budynek ten stanowi główną siedzibę seminarium – mieści się w nim rektorat.

## Przełożeni

### Rektor
- p.o ks. kan Robert Młynarczyk

### Wicerektor
- ks. Jacek Moskal

### Prokurator
- ks. kan. Robert Młynarczyk

### Ojcowie Duchowni
- ks. dr Bogusław Kastelik
- ks. kan. Marek Suder

### Prefekt, odpowiedzialny za etap propedeutyczny
- ks. kan. dr Mirosław Cichoń

### Ojciec Duchowny, odpowiedzialny za etap propedeutyczny
- ks. Sebastian Fajfer

## Rektorzy
Rektorzy Wyższego Seminarium Duchownego Archidiecezji Krakowskiej od 1901 roku:
| L.p. | Imię i nazwisko | Okres urzędowania |
| ---- | --- | ----------------- |
| 1.   | ks. biskup Anatol Nowak | 1901–1912         |
| 2.   | ks. infułat Marceli Ślepicki | 1912–1914         |
| 3.   | ks. kanonik dr Jan Mazanek | 1914–1915         |
| 4.   | ks. prałat dr Jan Korzonkiewicz | 1915–1920         |
| 5.   | ks. kanonik dr Stanisław Rospond (następnie biskup pomocniczy krakowski)                                                                      | 1920–1927         |
| 6.   | ks. kanonik Zygmunt Kulig | 1927–1930         |
| 7.   | ks. kanonik dr Franciszek Barda (następnie biskup pomocniczy przemyski, potem biskup diecezjalny przemyski)                                   | 1930–1931         |
| 8.   | ks. prałat dr Szymon Hanuszek | 1931–1939         |
| 9.   | ks. prałat dr Jan Piwowarczyk | 1939–1945         |
| 10.  | ks. prałat dr Karol Kozłowski | 1945–1961         |
| 11.  | ks. infułat prof. dr hab. Eugeniusz Florkowski                                                                                                | 1961–1970         |
| 12.  | ks. infułat dr Franciszek Macharski (następnie arcybiskup metropolita krakowski)                                                              | 1970–1978         |
| 13.  | ks. prałat dr Stanisław Nowak (następnie biskup diecezjalny częstochowski, potem arcybiskup metropolita częstochowski)                        | 1978–1984         |
| 14.  | ks. infułat Jan Zając (od 2004 roku biskup pomocniczy krakowski)                                                                              | 1984–1993         |
| 15.  | ks. prałat prof. dr hab. Edward Staniek | 1993–2001         |
| 16.  | ks. kanonik dr Józef Guzdek (następnie biskup pomocniczy krakowski, potem biskup polowy Wojska Polskiego, arcybiskup metropolita białostocki) | 2001–2004         |
| 17.  | ks. prałat dr Józef Morawa | 2004–2007         |
| 18.  | ks. prałat dr hab. Grzegorz Ryś (następnie biskup pomocniczy krakowski, potem arcybiskup metropolita łódzki)                                  | 2007–2011         |
| 19.  | ks. prałat prof. dr hab. Roman Pindel (następnie biskup diecezjalny bielsko-żywiecki)                                                         | 2011–2013         |
| 20.  | ks. kanonik dr hab. Krzysztof Gryz | 2013–2017         |
| 21.  | ks. prof. zw. dr hab. Janusz Mastalski (następnie biskup pomocniczy krakowski)                                                                | 2017–2019         |
| 22.  | ks. kanonik dr Andrzej Tarasiuk | 2019–2022         |
| 23.  | ks. kanonik dr Michał Kania | 2022-2025         |
| 24.  | p.o. ks. kanonik Robert Młynarczyk | od 2025           |

## Znani absolwenci
| Imię i nazwisko                | Lata życia | Pełnione funkcje                                                                                      |
| ------------------------------ | ---------- | --- |
| ks. kard. Albin Dunajewski     | 1817–1894  | biskup ordynariusz krakowski                                                                          |
| ks. abp Józef Bilczewski       | 1860–1923  | arcybiskup metropolita lwowski, święty Kościoła katolickiego                                          |
| ks. bp Anatol Nowak            | 1862–1933  | biskup pomocniczy krakowski, biskup ordynariusz przemyski                                             |
| ks. bp Stanisław Rospond       | 1877–1958  | biskup pomocniczy krakowski                                                                           |
| ks. bp Franciszek Barda        | 1880–1964  | biskup pomocniczy przemyski, biskup ordynariusz przemyski                                             |
| ks. Michał Rapacz              | 1904–1946  | kapłan archidiecezji krakowskiej, Błogosławiony Kościoła Katolickiego                                 |
| ks. Władysław Bukowiński       | 1904–1974  | kapłan zwany Apostołem Kazachstanu, błogosławiony Kościoła katolickiego                               |
| ks. Piotr Dańkowski            | 1908–1942  | kapłan archidiecezji krakowskiej, błogosławiony męczennik II wojny światowej                          |
| ks. bp Julian Groblicki        | 1908–1995  | biskup pomocniczy krakowski                                                                           |
| ks. bp Józef Rozwadowski       | 1909–1996  | biskup ordynariusz łódzki                                                                             |
| ks. bp Jan Pietraszko          | 1911–1988  | biskup pomocniczy krakowski, Sługa Boży                                                               |
| ks. bp Stanisław Smoleński     | 1915–2006  | biskup pomocniczy krakowski                                                                           |
| papież Jan Paweł II            | 1920–2005  | papież, święty Kościoła katolickiego                                                                  |
| ks. kard. Andrzej Maria Deskur | 1924–2011  | przewodniczący Papieskiej Komisji Środków Masowego Przekazu                                           |
| ks. kard. Franciszek Macharski | 1927–2016  | arcybiskup senior metropolii krakowskiej                                                              |
| ks. Józef Tischner             | 1931–2000  | prezbiter katolicki i filozof, profesor Papieskiej Akademii Teologicznej. Kawaler Orderu Orła Białego |
| ks. bp Tadeusz Pieronek        | 1934–2018  | biskup pomocniczy sosnowiecki, sekretarz generalny KEP, rektor PAT w Krakowie                         |
| ks. abp Stanisław Nowak        | 1935–2021  | arcybiskup senior metropolii częstochowskiej                                                          |
| ks. kanonik Józef Kurzeja      | 1937–1976  | kapłan archidiecezji krakowskiej, Sługa Boży                                                          |
| ks. bp Kazimierz Górny         | ur. 1937   | biskup senior diecezji rzeszowskiej                                                                   |
| ks. bp Tadeusz Rakoczy         | ur. 1938   | biskup senior diecezji bielsko-żywieckiej                                                             |
| ks. kard. Stanisław Dziwisz    | ur. 1939   | arcybiskup metropolita senior krakowski                                                               |
| ks. bp Jan Zając               | ur. 1939   | biskup pomocniczy senior krakowski                                                                    |
| ks. abp Juliusz Janusz         | ur. 1944   | nuncjusz apostolski w Słowenii                                                                        |
| ks. kard. Stanisław Ryłko      | ur. 1945   | przewodniczący emeryt Papieskiej Rady ds. Świeckich, Archiprezbiter Bazyliki Matki Bożej Większej     |
| ks. bp Jan Szkodoń             | ur. 1946   | biskup pomocniczy senior krakowski                                                                    |
| ks. abp Józef Wesołowski       | 1948–2015  | były nuncjusz apostolski na Dominikanie                                                               |
| ks. kard. Kazimierz Nycz       | ur. 1950   | arcybiskup metropolita warszawski                                                                     |
| ks. bp Józef Guzdek            | ur. 1956   | arcybiskup metropolita białostocki                                                                    |
| ks. bp Roman Pindel            | ur. 1958   | biskup ordynariusz diecezji bielsko-żywieckiej                                                        |
| ks. kard. Grzegorz Ryś         | ur. 1964   | arcybiskup metropolita łódzki                                                                         |
| ks. bp Janusz Mastalski        | ur. 1964   | biskup pomocniczy archidiecezji krakowskiej                                                           |